# Astral Doors

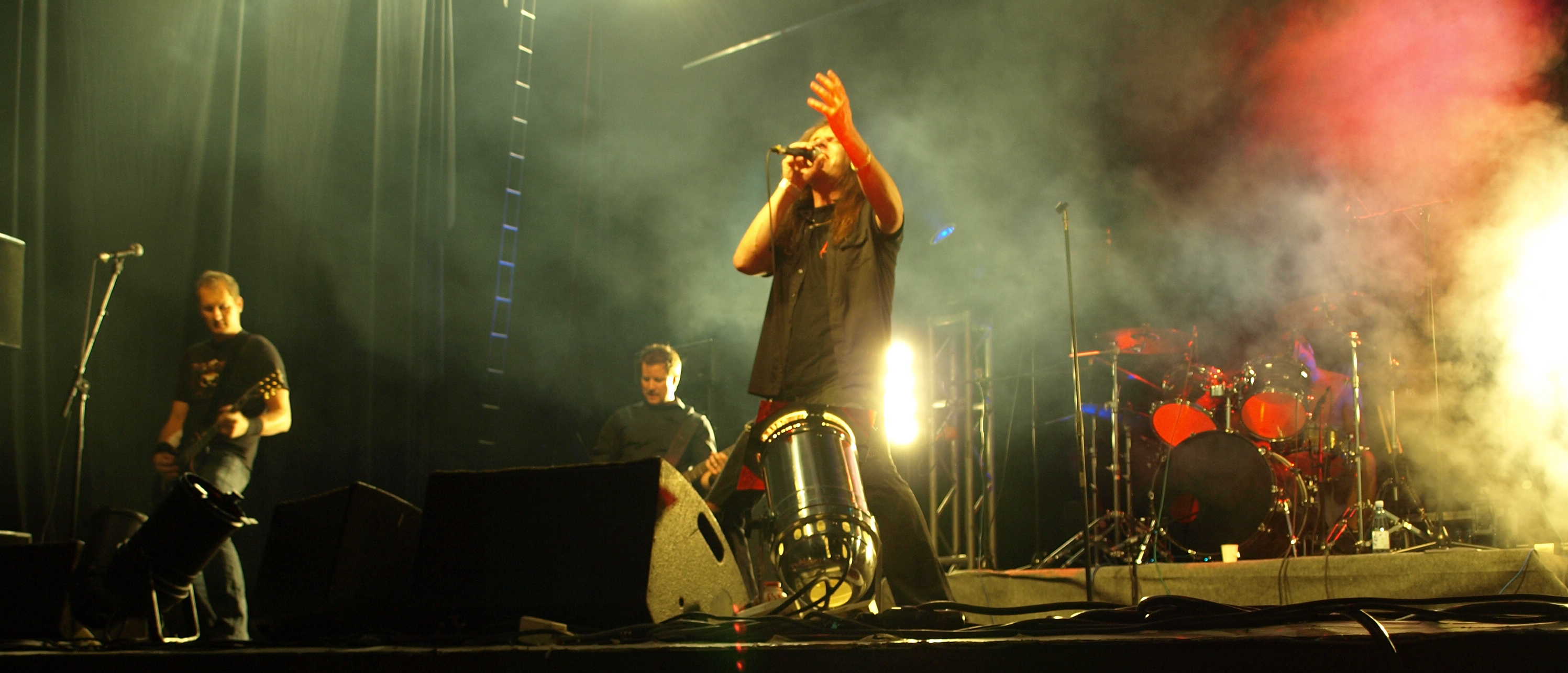
Astral Doors in 2008

Astral Doors is een Zweedse metalband bestaande uit zes leden. De stem van zanger Patrik Johansson wordt vaak vergeleken met rocklegende Ronnie James Dio. De band speelt Heavy Metal in de stijl van bands als DIO, Deep Purple en Black Sabbath. Op het album New Revelation (2007) is echter een moderner geluid te horen dat meer als van powermetal klinkt. Astral Doors is support act geweest van bands als Blind Guardian en Gravedigger.

## Bandleden
- Johan Lindstedt - Drums
- Mika Itäranta - Basgitaar
- Joachim Nordlund - Gitaar
- Martin Haglund - Gitaar
- Joakim Roberg - Keyboard
- Patrik Johansson - Zang

## Discografie
- 2003 - Of the son and the father, verschenen in oktober 2003
- 2004 - Evil is forever, verschenen in de zomer van 2004
- 2005 - Raiders of the ark (ep), verschenen in de herfst van 2005
- 2006 - Astralism, verschenen in maart 2006
- 2007 - New Revelation, verschenen in 2007
- 2010 - Requiem of Time, verschenen in begin 2010
- 2010 - Testament of Rock - The Best of Astral Doors
- 2011 - Jerusalem, verschenen in oktober 2011
- 2014 - Notes from the shadows, verschenen in 2014